# Tamara Bykowa
Tamara Władimirowna Bykowa (ros. Тамара Владимировна Быкова, ur. 21 grudnia 1958 w Azowie) – radziecka lekkoatletka, uprawiająca skok wzwyż, reprezentująca ZSRR. Mistrzyni olimpijska z Seulu, a także olimpijka z Moskwy.
Mistrzyni świata z Helsinek (1983 – 2,01) i wicemistrzyni świata z Rzymu (1987 – 2,04). Brązowa medalistka olimpijska z Seulu (1988 – 1,99). Wicemistrzyni Europy (1982 – 1,97). 
2-krotna halowa wicemistrzyni świata (1989 – 2,00; 1991 – 1,97). Halowa mistrzyni Europy (1983 – 2,03), srebrna medalistka HME (1987 – 1,94). 
3-krotna rekordzistka świata na otwartym stadionie (do 2,05 w 1984) i 3-krotna rekordzistka świata w hali (do 2,03 w 1983).